# Fiú a sziklákon
A Fiú a sziklákon (L'Enfant aux rochers) Henri Rousseau alkotása, amely a washingtoni National Gallery of Art gyűjteményének része.
Rousseau 1895 és 1897 között festette a képet. A mű fókuszában egy fiú ül hegyes sziklákon, ő az egyetlen élőlény a kompozícióban. Fekete csizmát és kabátot, valamint fekete-fehér csíkos, pizsama szerű nadrágot és felsőt visel. Mögötte világoskék ég és attól alig elütő tenger. A fiú alig észrevehetően mosolyog, ajkai szorosan összezárva, járomcsontja piros és rózsaszínű, ami pirulásnak tűnik a halvány háttér előtt.
A festmény kevés támpontot ad ahhoz, hogy mi történik a képen. Szándékosan ignorálja a perspektívát, a hegyes sziklákon erőlködés nélkül, mintegy lebegve ül az alak, a távolságok érzékelhetetlenek. Az ég olyan, mint egy függöny, amelyet rögtön a fiú mögé eresztettek le.
Csak egy gyerek képes ilyen könnyedén meglovagolni a világot, és csak egy gyerekes művész egyszerű, naiv látásmódja tudja megérteni ezt a fennköltséget és láthatóvá tenni számunkra, mint ijesztő igazságot, írta a képről Nicolas Pioch, a WebMuseum alapítója.
A festményt Chester Dale amerikai bankár és műgyűjtő vásárolta meg 1927. április 29-én Párizsban, majd halála után, végakaratának megfelelően a washingtoni szépművészeti intézmény kapta meg.